# Phulchhari
Phulchhari (en bengali : ফুলছড়ি) est une upazila du Bangladesh dans le district de Gaibandha. En 1991, on y dénombrait 128 845 habitants.